# Bright Pixel
A Bright Pixel Capital, anteriormente denominada Sonae IM (Sonae Investment Management), é uma unidade do Grupo Sonae focada no investimento, através de fusões e aquisições, em empresas tecnológicas nas áreas de telecomunicações e retalho. A Bright Pixel, na sua atividade de Corporate Venture Capital, investe em projetos que se encontrem numa fase inicial de crescimento, com o objetivo de contribuir para o seu desenvolvimento e escalamento. 
No seu portfólio contam-se empresas como a Arctic Wolf, a Outsystems, a Feedzai e a Ometria.
Em fevereiro de 2022, com a apresentação da nova imagem da Sonae, foi apresentado também o novo nome para a Sonae IM, a Bright Pixel.

## História
A Bright Pixel Capital tem origem como Sonae IM na Sonaecom SGPS, a sub-holding do Grupo Sonae nas áreas de Tecnologia, Media e Telecomunicações – fundada em 1994 – e na Sonae E.Ventures – fundada no ano 2000 –, que fazia aquisição de participações minoritárias em empresas que desenvolviam atividade ou produtos em áreas complementares aos negócios centrais da Sonaecom SGPS.
Depois da fusão entre a ZON e a Optimus em 2014 e aparecimento da NOS, a empresa de telecomunicações saiu da esfera da Sonaecom.

A Sonae IM foi constituída em 2015, com a designação Sonae Investment Management - Software And Technology, SGPS, S.A.